# Ingegneria

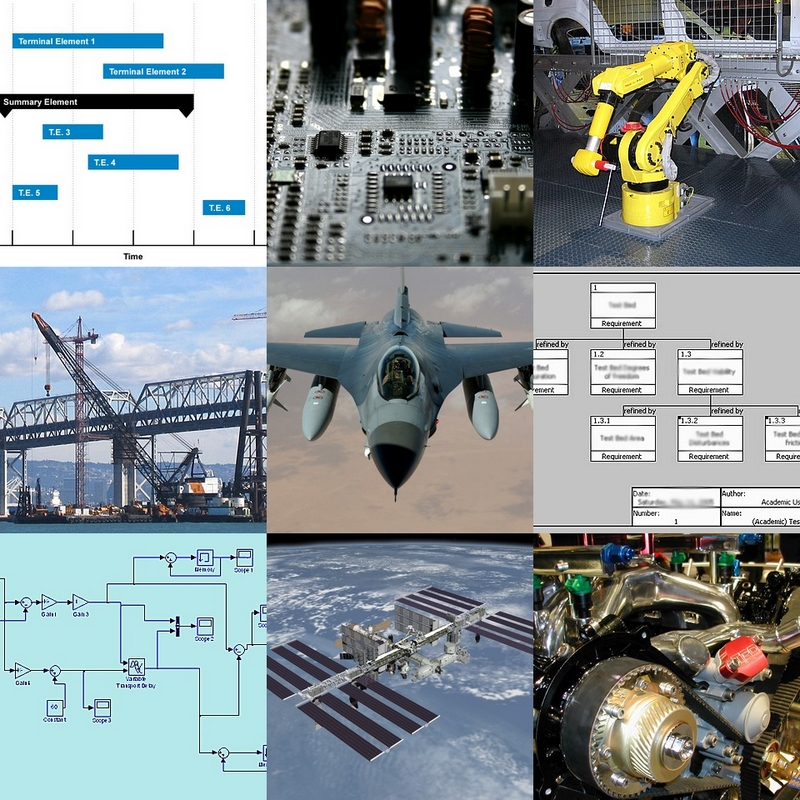
Vari esempi di prodotti dell'ingegneria

L'ingegneria è una scienza applicata che utilizza i principi scientifici per progettare e costruire macchine o veicoli, dispositivi o circuiti, edifici o infrastrutture, impianti o sistemi, programmi o algoritmi e altri elementi necessari a raggiungere uno o più obiettivi, come lo sfruttamento delle risorse naturali a disposizione dell'uomo o a risolvere un problema. È un'attività di impiego della conoscenza per qualcosa di pratico, e i suoi obiettivi comprendono la progettazione, lo sviluppo, la manutenzione, la riparazione e/o il miglioramento di apparecchiature, materiali e processi.
Si può riassumere come la disciplina, a forte connotazione tecnico-scientifica, che ha come obiettivo l'applicazione di conoscenze e risultati propri delle scienze matematiche, fisiche e naturali, e dei relativi ambiti applicati, per produrre sistemi e soluzioni in grado di soddisfare esigenze tecniche e materiali della società attraverso le fasi della progettazione, realizzazione e gestione degli stessi: applicando in questo senso le norme tecniche, fornisce metodologie e specifiche per la progettazione, realizzazione e gestione di un bene fisico, un prodotto o un servizio più o meno complesso, e più generalmente per lo sviluppo e il controllo di un processo industriale con un opportuno sistema.

## Storia

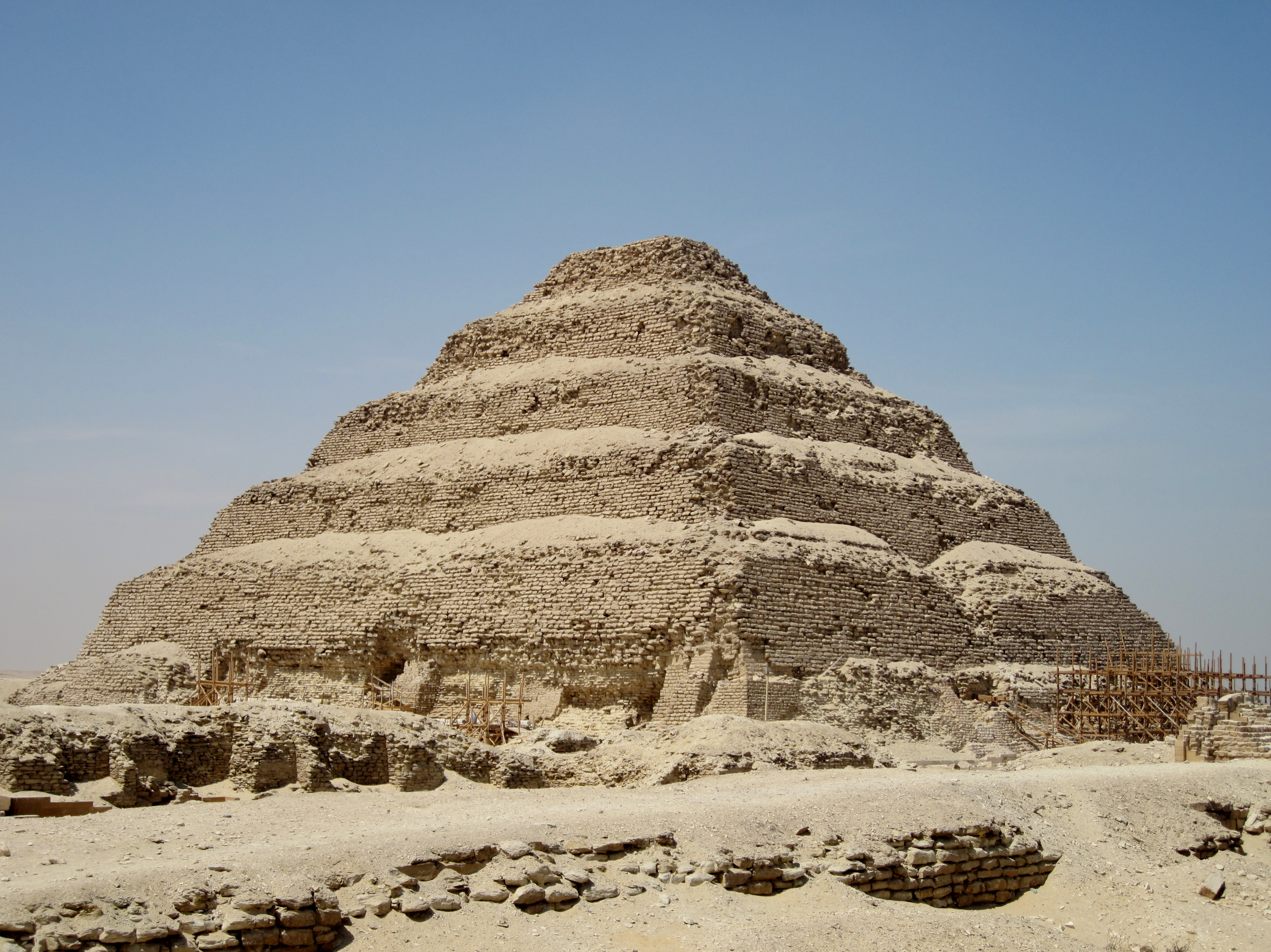
Piramide a gradoni

L'ingegneria storicamente nacque e trovò applicazione dapprima nell'ambito delle strutture militari (che prendono il nome di "reparti del genio militare") ed in seguito si applicò nell'ambito civile (con la denominazione di "genio civile"). In questa differenziazione l'ingegneria civile si contrappose all'ingegneria militare. Con il tempo, a partire dall'ingegneria civile si sono differenziate le altre aree dell'ingegneria.

### Etimologia

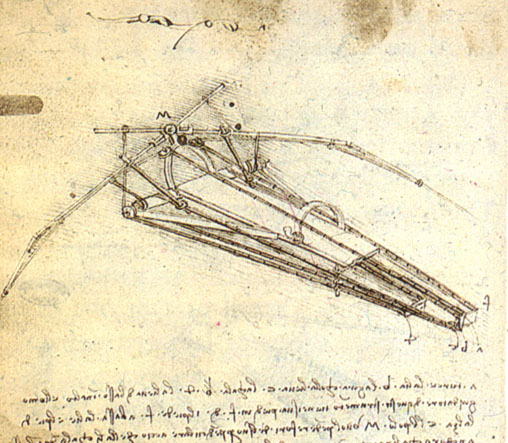
Progetto di macchina volante (Leonardo da Vinci)

La parola deriva dal latino ingenium e dalla stessa radice deriva il termine italiano "ingegno". Nel significato originario, per ingegnere veniva inteso un uomo intelligente, pratico, capace di risolvere problemi. Nei paesi anglosassoni dalla stessa etimologia viene la parola engine (motore) ed infatti "ingegnere" in questi paesi si dice "engineer". Il termine si è evoluto per includere tutti i campi in cui sono usate abilità dell'applicazione del metodo scientifico.

## Descrizione
Dal punto di vista puramente didattico si può considerare come una vera e propria "teoria della tecnologia", che comprende conoscenze rigorose e metodiche di derivazione principalmente matematica e fisica per lo studio degli aspetti strutturali e funzionali di manufatti e servizi in grado di permettere la comunicazione e la conoscenza (mezzi di trasporto, reti di telecomunicazioni e relativi terminali, infrastrutture, abitazioni), ma anche la facilitazione dell'attività medica e paramedica e la messa in atto di produzioni industriali. La figura professionale tipica in tale ambito è l'ingegnere.

### Il processo di soluzione dei problemi

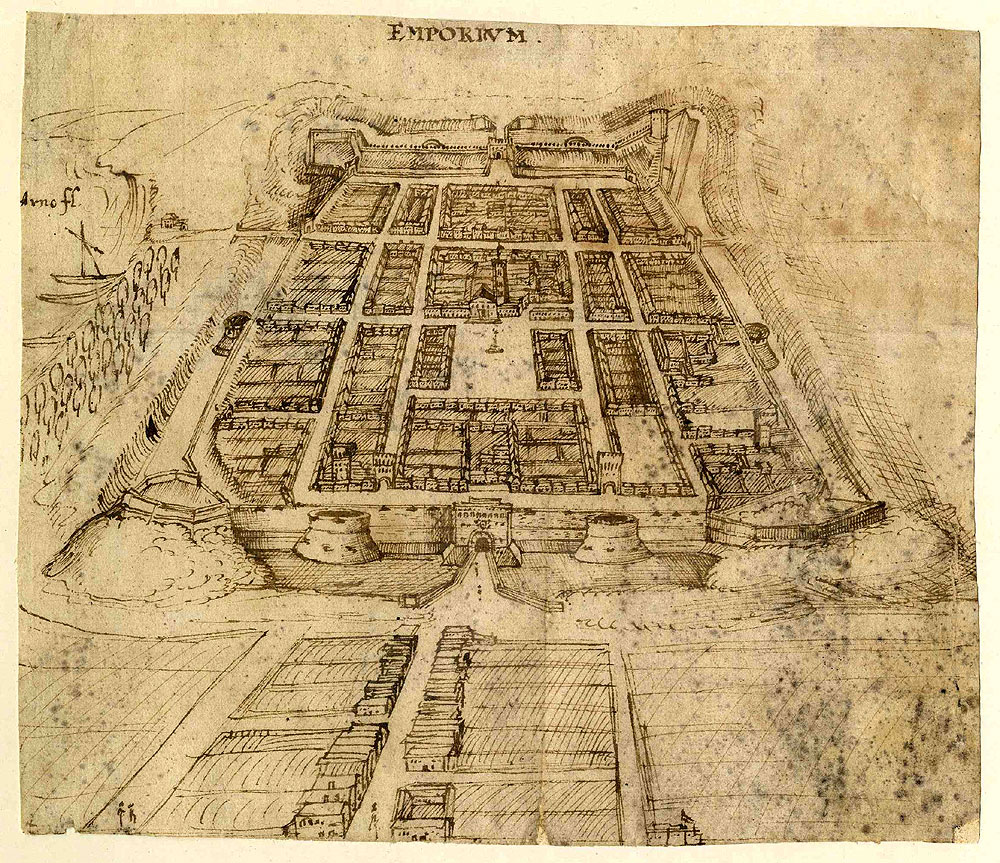
Una pianta di Empoli del XVI secolo.

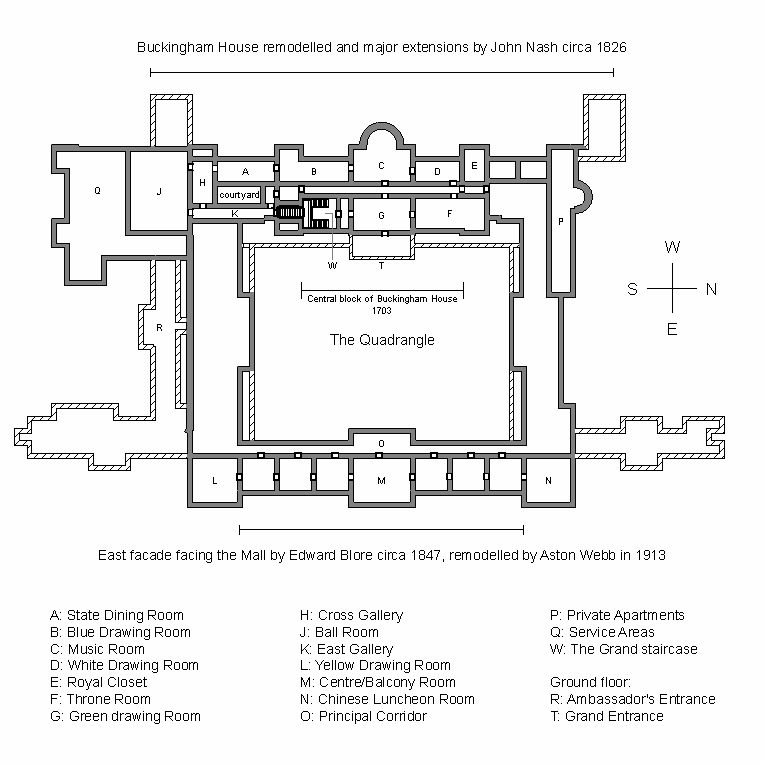
Progetto di Buckingham Palace

All'inizio di un progetto, i progettisti devono capire i vincoli che condizionano il problema, sia esso la costruzione di un oggetto o un'applicazione più complessa. I vincoli includono le risorse disponibili, le prospettive per il futuro ed i limiti fisici o tecnici. Capendo questi vincoli, gli ingegneri lavorano per tradurre i requisiti in specifiche, disegni e controlli della qualità, necessari a soddisfare i requisiti richiesti per un determinato campo di impiego e per la realizzazione di opere, prodotti, impianti o servizi.
I progettisti prendono in prestito idee principalmente dalla fisica (e più in particolare dalla fisica applicata) e dalla matematica per trovare le soluzioni adatte ai problemi che affrontano. Applicano la statistica ed il metodo scientifico-empirico nel derivare e verificare le loro soluzioni. Se esistono più soluzioni, gli ingegneri valutano le differenti scelte di progettazione basandosi sull'analisi dei requisiti, delle prestazioni richieste e di soluzioni già sperimentate. I criteri di scelta tra soluzioni tecnicamente diverse tengono conto degli aspetti tecnico-economici e di sicurezza.
I progettisti provano ad immaginare come una soluzione lavorerà con le relative specifiche; per migliorare le loro conoscenze e la sicurezza del prodotto, del controllo o della soluzione si avvalgono per quanto possibile di un modello, esperimenti e prove di laboratorio.  Nel campo delle costruzioni civili, ad esempio, si avvalgono di prove sperimentali distruttive e prove di sforzo: queste prove cercano di accertare che un manufatto simile a quello da realizzare "funzioni" come richiesto.

### Competenze e discipline di base
- Matematica per l'ingegneria
- Fisica classica
- Fisica moderna
- Chimica

## Branche dell'ingegneria
L'ingegneria nel complesso è un abito estremamente vasto ed articolato. Ne segue che nel tempo sono andate creandosi diverse ramificazioni, ognuna delle quali differisce anche in modo importante per tematiche e metodi. Segue un elenco non esaustivo delle principali ingegnerie che hanno maturato una propria identità distintiva:
- Ingegneria ambientale
  - Ingegneria agraria
  - Ingegneria climatica
  - Geoingegneria
  - Ingegneria mineraria
  - Ingegneria naturalistica
- Ingegneria civile
  - Ingegneria strutturale
    - Ingegneria edile
    - Ingegneria geotecnica
      - Ingegneria sismica

  - Ingegneria idraulica
  - Ingegneria dei trasporti
    - Ingegneria del traffico
- Ingegneria gestionale
  - Ingegneria economica
  - Ingegneria finanziaria
- Ingegneria industriale
  - Ingegneria aerospaziale
  - Ingegneria chimica
    - Ingegneria elettrochimica
    - Ingegneria biochimica
    - Ingegneria dei materiali

  - Ingegneria energetica
    - Ingegneria elettrica
    - Ingegneria nucleare

  - Ingegneria meccanica
  - Ingegneria navale
- Ingegneria dell'informazione
  - Ingegneria dell'automazione
  - Ingegneria elettronica
    - Ingegneria acustica

  - Ingegneria informatica
  - Ingegneria delle telecomunicazioni

### Ingegnerie trasversali
Le ingegnerie trasversali sono particolari ramificazioni dell'ingegneria trattanti tematiche al confine dei domini di applicazione di altre ingegnerie, e che non vengono trattate propriamente da nessuna delle precedenti.
- Ingegneria dei sistemi
- Ingegneria meccatronica
- Ingegneria biomedica
  - Ingegneria tissutale
- Ingegneria forense
- Ingegneria dell'affidabilità
- Ingegneria della sicurezza
  - Ingegneria di manutenzione

### Ingegnerie complementari
Le ingegnerie complementari sono rami dell'ingegneria che trattano i problemi da un punto di vista più generale e teorico. Sono quindi ambiti che pur mantenendo un'impostazione di stampo tipicamente ingegneristico si avvicinano di più alle scienze pure.
- Ingegneria fisica
- Ingegneria matematica

### Pseudo-ingegnerie
Alcune tecniche afferenti a discipline diverse dall'ingegneria hanno preso in prestito il nome "ingegneria", queste sono:
- Ingegneria genetica
- Ingegneria inversa
- Ingegneria sociale (informatica)
- Ingegneria sociale (scienze politiche)

## Aspetti professionali

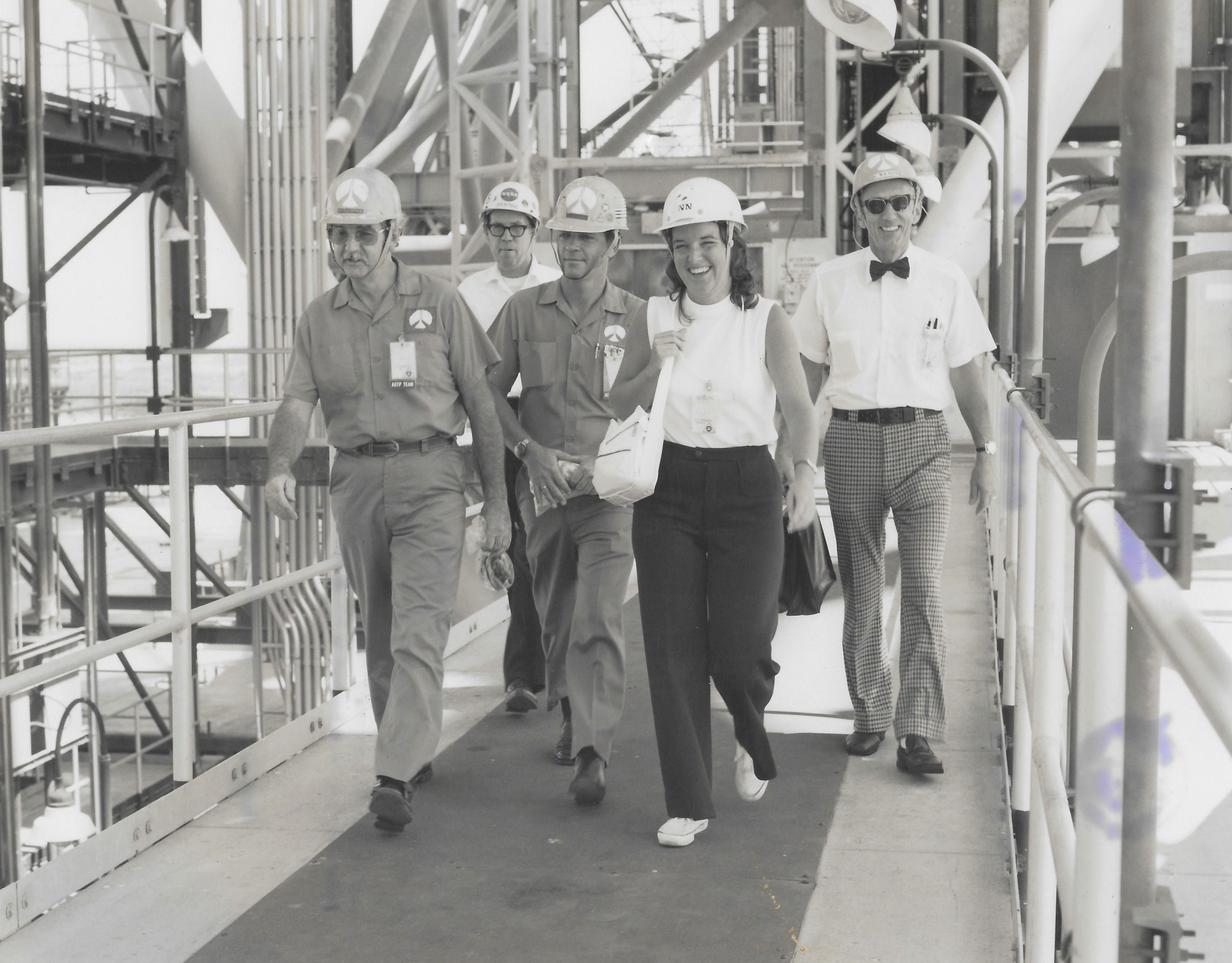
La crescente complessità dei problemi che gli ingegneri si trovano ad affrontare richiede sempre più spesso la formazione di squadre interdisciplinari

I professionisti che nel corso della loro attività perseguono gli obiettivi dell'ingegneria si dicono ingegneri.
La professione dell'ingegnere è talvolta regolamentata: in molti ordinamenti giuridici agli individui che volessero avvalersi del titolo di ingegnere, oltre che esercitare la libera professione, può essere richiesto di ottenere titoli di studio come la laurea in ingegneria ed altre qualifiche. Questo succede per esempio in Italia, negli Stati Uniti e in Québec. In altri paesi, tra i quali Francia, Germania e Regno Unito, la professione è invece libera.

### In Italia
In Italia i percorsi di laurea in ingegneria consentono di acquisire il titolo di "Dottore in ingegneria". Per ottenere il titolo di "ingegnere" è necessario, dopo la laurea, superare un esame di abilitazione alla professione e successivamente iscriversi all'albo professionale degli ingegneri.
Quegli individui che già esercitano legalmente la professione in un paese straniero possono richiedere di essere autorizzati ad esercitare in Italia previa valutazione di idoneità del curriculum.